# Knut Hergel

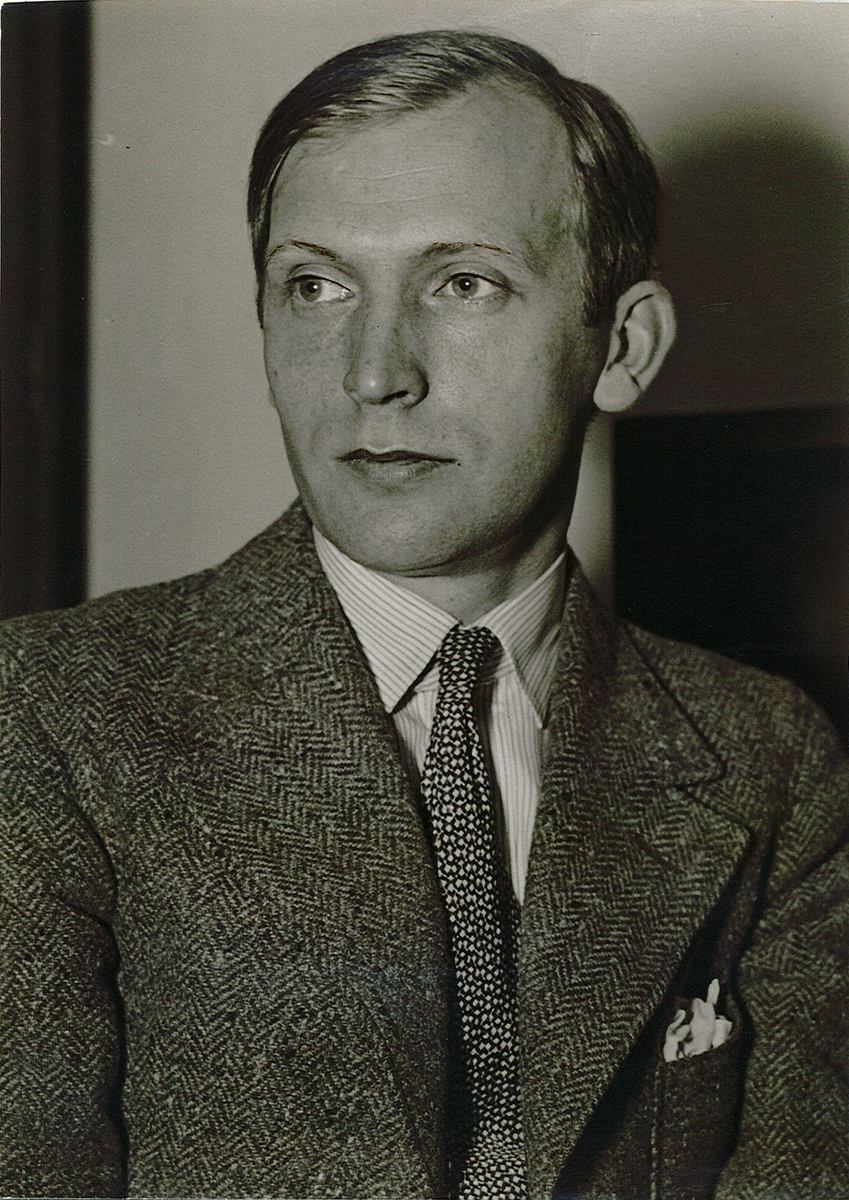
Knut Hergel ca. 1946

Knut Hergel, född 27 november 1899 i Kristiania (nuvarande Oslo), död där 2 september 1982, var en norsk teaterchef och regissör.
Han knöts 1935 till Det Norske Teatret som regissör, och var åren 1936–1946 även teaterchef där, förutom åren 1942–1945 då han var flykting i Sverige och regisserade vid Malmö stadsteater. Till hans främsta uppsättningar hörde Olav Duuns Medmänniskor och den gripande uppsättningen av Sofokles Antigone (1945).
Åren 1946–1960 var han chef för Nationaltheatret, där han skapade en fast ensemble efter upplösningen under krigsåren, och ledde teatern efter en klar litterär linje, med tonvikt på klassisk norsk och modern utländsk dramatik. Bland hans uppsättningar på huvudscenen märks modern psykologisk dramatik som Arthur Millers En handelsresandes död och Priset, och stora klassiska uppsättningar som Shakespeares Mycket väsen för ingenting och Ibsens Kejsare och galiléer. 1954 satte han upp Ibsens Brand på Finlands nationalteater. Åren 1960–1969 var han fast regissör vid Nationaltheatret.

## Filmografi
- 1938 – Bør Børson jr.
- 1940 – Godvakker-Maren

## Teater

### Regi
| År   | Produktion                 | Teater            |
| 1944 | Mans kvinna Vilhelm Moberg | Malmö stadsteater |
| 1944 | Niels Ebbesen Kaj Munk     | Malmö stadsteater |
| 1945 | Markens gud Paul Green     | Malmö stadsteater |